# Волково (городской округ Ступино)
Волково — деревня в Ступинском районе Московской области в составе Леонтьевского сельского поселения (до 2006 года входила в Алфимовский сельский округ). В деревне на 2015 год 2 улицы и 20 садовых товариществ.

## Население
| 2002 | 2006 | 2010 |
| ---- | ---- | ---- |
| 0    | →0   | →0   |

Волково расположено на востоке района, у границы с Коломенским, по левому берегу реки Осёнка (правый приток Северки), высота центра деревни над уровнем моря — 164 м. Ближайшие населённые пункты: Марьинка — около 2,8 км на северо-запад и Васьково — примерно в 1,6 км на запад.